# Annuloplatidia horni
Annuloplatidia horni är en armfotingsart som först beskrevs av William More Gabb 1861.  Annuloplatidia horni ingår i släktet Annuloplatidia och familjen Platidiidae. Inga underarter finns listade i Catalogue of Life.